# Vladimir Kosinski
Vladimir Kosinski (n. 26 februarie 1945, Kotlas, RSFS Rusă, URSS – d. 14 iulie 2011, Sankt Petersburg, Rusia) a fost un înotător ce a reprezentat Rusia, medaliat olimpic. A participat la 3 ediții ale Jocurilor Olimpice (1964, 1968, 1972) în care a câștigat două medalii de argint și o medalie de bronz.